# Michel Colinet
Michel Colinet, né le 15 avril 1922 à Boulzicourt et mort le 31 juillet 1983 à Reims, est un homme politique français.